# Ami Maayani
Ami Maayani (né à Ramat-Gan, le 13 janvier 1936 – mort le 17 février 2019), est un compositeur et chef d'orchestre israélien.

## Biographie
Il étudie à l'Académie de musique de Jérusalem entre 1951 et 1953 la direction avec Eitan Lustig et la composition en cours privés avec Paul Ben-Haim (entre 1956 et 1960). Puis il se rend à la Columbia University de New York, où il se spécialise dans la musique électronique avec Vladimir Ussachevsky (1961–1962, puis 1964–1965). Il a aussi étudié l'architecture et l'urbanisme à l'Institut de Technologie d'Haïfa (diplômé en 1960) et à Columbia (1961–1962), outre la philosophie à l'Université de Tel-Aviv (master en 1974). Ami Maayani a joué du violon, de l'alto, de la trompette et plus tard de l'orgue.
Il est parmi les fondateurs et le chef de l'Orchestre national des jeunes d'Israël (1953–57, 1970–74), de l'Orchestre des jeunes de Tel Aviv (1956–60), de l'Orchestre des Jeunes de Haïfa et de l'Orchestre symphonique de Technion (1958–60). De 1970-1973 et 1976-1980, il a été le président de la Ligue des compositeurs d'Israël.
Parmi les œuvres de Maayani en tant que compositeur, il faut noter le Concerto pour guitare et orchestre, de Qumran et la Sérénade en ré,,, et la sonate pour violon seul dédiée à la violoniste Lydia Mordkovitch. Sa Toccata pour harpe, d'abord pièce destinée au concours international de harpe (Israël, 1962) est bien connue par les interprètes, plusieurs fois enregistrée, et jouée à travers le monde.
Zvi Keren dit dans son livre Contemporary Israeli music: its sources and stylistic development (1980) « Les œuvres d'Ami Maayani, qui ont formé une continuation et une extension de cette école, ont un style qui pourrait être décrit comme méditerranéennes-post-orientale  ». L’American organist pour sa part exprime « la luxuriante des éléments d'improvisation et l'influences des modes arabes dans la musique de Maayani Ami qui complète la polyphonie pan-diatonique de Yuval Rabin. Sabin Levi, d'autre part, emploie le minimalisme et le folklore séfarade. »
Sa sœur est la harpiste Ruth Maayani. Sa fille est violoniste.

## Œuvres (sélection)
- Concerto pour harpe no 1 (1960)
- Toccata pour harpe seule (1961, rev. 1969)
- Maqamat - Arabesque no 1 pour harpe seule (1961)
- Concerto symphonique pour harpe et orchestre (1966)
- Trio pour flûte, alto et harpe (1966, rev. 1975)
- Concerto pour violon (1967)
- Concerto pour violoncelle (1967)
- Concerto pour deux pianos (1969)
- Qumran (1971) commande de l'Orchestre Philharmonique d'Israël
- Arabesque no 2 pour flûte et harpe (1973)
- Concerto pour alto (1974)
- Passacaglia dans le style oriental, pour harpe seule (1975)
- Symphonie no 2 (1975)
- Quatuor avec harpe (1975)
- Concerto pour guitare (1976)
- Sonate pour violon seul (1978)
- Sonate pour harpe (1979), commande de la Fondation pour la littérature et l'art de Tel-Aviv
- Sonate pour violoncelle seul (1979) idem
- Sonatine pour guitare (1979) idem
- Symphonie no 4 « sur des thèmes populaires hébraïques » (1982)
- Sonatine pour piano, clarinette et violoncelle (1985)
- Sonate pour harpe seule no 2 (1990)

## Discographie
- Ouverture Solennelle - Israel Philharmonic Orchestra, dir. Zubin Mehta (1991,In-akustik inak 9005) avec des œuvres de Tal, Tzvi Avni et Joseph Kaminski
- Ami Maayani, Musique pour piano et percussion : Concerto pour percussion (et deux pianos), Trois préludes pour ensemble de percussion, Avant propos, Deux impromptus pour piano - Orit Wolf, Aviram Reichert, Josef Reshef, Gil Shohat, pianos ; Chen Zimbalita, percussion ; Samuel Rubin Israel Academiy of Music Percusion Ensemble, dir. Alon Bor (1996, IMP Digital 02-2096)[10]